# Spilosoma obsoleta
Spilosoma obsoleta là một loài bướm đêm thuộc phân họ Arctiinae, họ Erebidae.